# Stéphane Lalloz
Stéphane Lalloz (* 1973 in Châtenay-Malabry, Département Hauts-de-Seine) ist ein französischer Schauspieler.

## Leben
Stéphane Lalloz erhielt seine Schauspielausbildung am Conservatoire d’art Dramatique de Toulon (1994–1995) und an der École Regionale d’acteurs de Cannes (1995–1998). 1998–1999 war er Gaststudent an der Hochschule für Schauspielkunst „Ernst Busch“ in Berlin.
Lalloz hatte Theaterengagements an französischen und deutschen Bühnen. In Frankreich gastierte er u. a. am Théâtre Clavel in Paris, am Théâtre du Parvis in Dijon, am Théâtre Dijon Bourgogne (TDB) und im Kulturzentrum „La Ferme du Buisson“ in Noisiel. Außerdem spielte er in Frankreich und Deutschland im Rahmen verschiedener Theaterfestivals (Dijon, Volkenroda, Meiningen, Avignon). In Deutschland trat er insbesondere an Berliner Off-Theatern und bei freien Theaterkompagnien auf, so u. a. in den Sophiensaelen Berlin, beim „Theaterdiscounter Berlin“, beim „Theater Zerbrochene Fenster“, beim Theaterforum Kreuzberg und am Theater unterm Dach.
Lalloz stand auch für einige Film- und Fernsehproduktionen vor der Kamera. Er hatte Rollen in verschiedenen TV-Serien wie Lasko – Die Faust Gottes (2008), SOKO Wismar (2009, als psychopathischer Vergewaltiger) und Alarm für Cobra 11 – Die Autobahnpolizei (2010) und wirkte in mehreren Kurzfilmen mit. Im Stuttgarter Tatort: Der Inder (2015) verkörperte er den französischen Auftragskiller Franc Lefevre.
Außerdem stellte er in Dokumentarfilmen des MDR und des ZDF die historischen Persönlichkeiten Johann Friedrich Böttger und Thomas Müntzer dar.
Stéphane Lalloz, der auch als Sprecher tätig ist, lebt in Berlin.

## Filmografie (Auswahl)
- 2006: Geschichte Mitteldeutschlands: Böttger und das Meißner Porzellan (Dokumentarfilm)
- 2009: Lasko – Die Faust Gottes (Fernsehreihe)
- 2010: SOKO Wismar: Böses Erwachen (Fernsehserie, eine Folge)
- 2010: Alarm für Cobra 11 – Die Autobahnpolizei: Spurlos (Fernsehserie, eine Folge)
- 2010: Die Deutschen: Thomas Müntzer und der Krieg der Bauern (Dokumentarfilm)
- 2012: 1949 (Kurzfilm)
- 2015: Tatort: Der Inder (Fernsehreihe)
- 2018: Dogs of Berlin: Derby (Fernsehserie, eine Folge)